# 特里夫特巴赫河
47°51′16″N 12°00′46″E / 47.8544585°N 12.01271835°E
特里夫特巴赫河（德語：Triftbach），是德國的河流，位於該國東南部，由巴伐利亞負責管轄，屬於芒法爾河的左支流，河道全長11.7公里，流域面積22.2平方公里，河口處在巴特艾布靈南部。